# РД-8
РД8 (11Д513) — рулевой четырехкамерный жидкостный ракетный двигатель однократного включения, предназначен для создания тяги и управления полетом второй ступени РН «Зенит» по всем каналам стабилизации.
Управление полетом ступени осуществляется качанием каждой камеры двигателя в одной плоскости на угол ±33°. Рулевой двигатель с турбонасосной системой подачи компонентов топлива, впервые в истории ракетостроения выполнен по схеме с дожиганием генераторного газа.
Рабочее тело турбины ТНА – окислительный газ, вырабатываемый в газогенераторе при сгорании компонентов топлива.
При запуске пневмостартер раскручивает ротор ТНА.
Компоненты топлива в камерах сгорания и в газогенераторе воспламеняются с помощью пускового горючего.
Двигатель обеспечивает поддержание заданной тяги и регулирование соотношения компонентов топлива.
На сборку ракеты каждый двигатель поступает после проведения огневого контрольно-технологического испытания без последующей переборки.